# Luciano Cosentino
Luciano Cosentino Ferrando (Montevideo, 18 maggio 2001) è un calciatore uruguaiano, attaccante dei Montevideo Wanderers.

## Carriera
Cresciuto nel settore giovanile del Montevideo Wanderers, Cosentino ha firmato il primo contratto professionistico il 3 giugno 2022 e tre giorni più tardi ha debuttato in prima squadra nell'incontro di Primera División perso 2-1 contro il Boston River,  dove ha trovato anche il primo gol in carriera.
Nell'estate del 2023 è stato ceduto in prestito al Plaza Colonia per disputare il torneo di clausura, ed al termine di questo periodo è passato a titolo definitivo al Cerro Largo.

## Statistiche

### Presenze e reti nei club
Statistiche aggiornate al 5 maggio 2024.
| Stagione        | Squadra              | Campionato      | Campionato | Campionato | Coppe nazionali | Coppe nazionali | Coppe nazionali | Coppe continentali | Coppe continentali | Coppe continentali | Altre coppe | Altre coppe | Altre coppe | Totale | Totale | Totale |
| Stagione        | Squadra              | Comp            | Pres       | Reti       | Comp            | Pres            | Reti            | Comp               | Pres               | Reti               | Comp        | Pres        | Reti        | Pres   | Reti   |        |
| --------------- | -------------------- | --------------- | ---------- | ---------- | --------------- | --------------- | --------------- | ------------------ | ------------------ | ------------------ | ----------- | ----------- | ----------- | ------ | ------ | ------ |
| 2022            | Montevideo Wanderers | PD              | 16         | 2          | CU              | 2               | 1               |                    | -                  | -                  |             | -           | -           | 18     | 3      |        |
| 2023            | Montevideo Wanderers | PD              | 6          | 0          | CU              | 0               | 0               |                    | -                  | -                  |             | -           | -           | 6      | 0      |        |
| 2023            | Plaza Colonia        | PD              | 14         | 0          | CU              | 0               | 0               |                    | -                  | -                  |             | -           | -           | 14     | 0      |        |
| 2024            | Cerro Largo          | PD              | 5          | 2          | CU              | 0               | 0               | CS                 | 1                  | 0                  |             | -           | -           | 6      | 2      |        |
| Totale carriera | Totale carriera      | Totale carriera | 41         | 4          |                 | 2               | 1               |                    | 1                  | 0                  |             | -           | -           | 44     | 5      |        |